# Курісо-Покровська волость
Курісо-Покровська волость — історична адміністративно-територіальна одиниця Одеського повіту Херсонської губернії.
Станом на 1886 рік складалася з 6 поселень, 6 сільських громад. Населення — 1753 осіб (855 чоловічої статі та 898 — жіночої), 334 дворових господарств.
|                     | Площа, десятин | У тому числі орної, дес. |
| ------------------- | -------------- | ------------------------ |
| Сільських громад    | 3335           | 2230                     |
| Приватної власності | 34264          | 11552                    |
| Казенної власності  | —              | —                        |
| Іншої власності     | —              | —                        |
| Загалом             | 42392          | 22646                    |

Поселення волості:
- Курісо-Покровське — містечко при річці Балайчук за 25 верст від повітового міста, 570 осіб, 115 двори, православна церква, школа, паровий млин, 8 лавок, постоялий двір. За 5 верст — трактир. За 7 верст — трактир, постоялий двір, лавка. За 10 верст — лютеранський молитовний будинок, лавка. За 15 верст — православна церква, римо-католицький молитовний будинок, 4 лавки.
- Каїри — село при річці Балайчук, 491 особа, 83 двори, школа, лавка.
- Максимівка — село при річці Балайчук, 148 осіб, 38 дворів, лавка.